# Deroceras bisacchianum
Deroceras bisacchianum is een slakkensoort uit de familie van de Agriolimacidae. De wetenschappelijke naam van de soort is voor het eerst geldig gepubliceerd in 1982 door Bodon, Boato & Giusti.